# Francisco Vergara Azcárate
Francisco Javier de Vergara Azcárate Vela Patiño y Sandoval (4 de octubre de 1712-1788) fue un encomendero, abogado y político neogranadino.

## Biografía
Fue hijo de José Sebastián de Vergara Azcárate y Gómez de Sandoval, encomendero y, posteriormente, sacerdote que hacía las visitas de todo el reino y que también fue alcalde, muy joven vivió en El Socorro entre 1735 a 1743. Con su padre, fue el único sobreviviente de su familia después de que una epidemia de viruela acabara con muchas personas en la región de lo que hoy es Santander, Colombia. Perdió en solo dos meses a su madre, Gertudris Vela Patiño de Rincón, y a varios hermanos, de los que se dice murieron dieciocho. Francisco se salvó porque estaba estudiando en Santafé.
Fue un abogado de la Real Audiencia, miembro del cabildo de Santafé entre 1741 y 1742, luego sindico general del ayuntamiento y procurador del cabildo de Santafe, en 1742 fue alcalde de la misma ciudad, posteriormente, el 2 de septiembre de 1749 es nombrado regente contador mayor del tribunal de cuentas de la Real Audiencia del Nuevo Reino de Granada por el Virrey Sebastián de Eslava.
En 1755 actuando como regente del virrey Solís, este le encargó establecer la primera oficina de estadística de Santafé para obtener noticias puntuales de todos los lugares, villas, ciudades, provincias y gobiernos del distrito del Virreinato de la Nueva Granada.
Durante gran parte del siglo XVIII tuvo los trabajos de llevar la correspondencia de los presidentes de la Real Audiencia, de los gobernadores y otros personajes de altos cargos, también de hacer los tanteos de cuentas anuales que se hacían en el Palacio de los Virreyes. Debía participar en las entregas, balance y fundición del oro.Llegó a ser el asesor del Tribunal de cuentas, puesto que le correspondía al oidor.

## Durante la rebelión de los comuneros

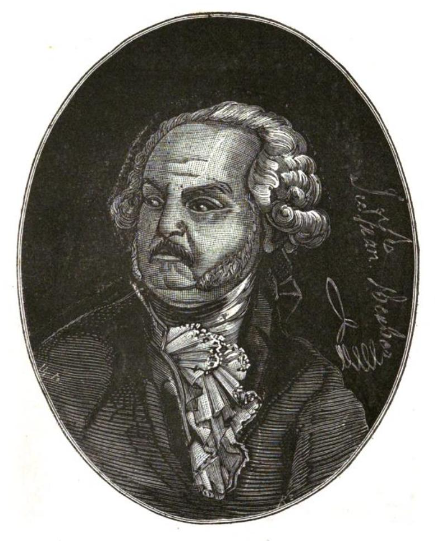
Juan Francisco Berbeo, líder de los Comuneros.

Durante el movimiento de insurrección armada conocido como la Rebelión de los Comuneros, contra la autoridad virreinal, fue enviado a Zipaquirá como miembro principal de la comisión designada por el gobierno de la Real Audiencia de Santa Fe para pacificar a los comuneros alzados el 16 de marzo de 1781. Fue nombrado Capitán por Santa Fe junto a Ignacio de Arce, Francisco Vélez, Jorge Miguel Lozano de Peralta, Francisco Sanz de Santamaría y Nicolás Bernal, acompañando al arzobispo Antonio Caballero y Góngora para representar a la capital en las deliberaciones con Juan Francisco Berbeo, José Antonio Galán y los comuneros, las cuales culminaron en una negociación exitosa
El 22 de junio de 1781 es parte de la Junta de Tribunales compuesto por los oidores Pey Ruiz, Basco Várgas y Catani, los ministros Juan Saratea, de la Lastra, el alcalde de Santa Fe Eustaquio Galavís, Sornoza, José Groot de Vargas, Juan Mora y Ugarte para nombrar a Juan Francisco Berbeo como regidor de El Socorro.
Es importante mencionar que Vergara conocía al líder de los comuneros, Juan Francisco Berbeo, debido a sus lazos de amistad y conocidos en común desde la niñez. Esto probablemente llevó a que Berbeo solicitara la asistencia de Vergara en las Capitulaciones de Zipaquirá.
Además, el padre de Vergara, José de Vergara Azcárate, era conocido por algunos de los comuneros campantes a las afueras de Santa Fe, ya que unos años antes había sido el párroco de El Socorro y de varios lugares de Santander. Varias familias, especialmente las pudientes como la del notario de El Socorro (padre de Berbeo), conocían y apreciaban al padre de Francisco.
La relación de Vergara con Berbeo y la buena reputación de su padre facilitaron la reconciliación con los capitanes de los comuneros, lo que resultó en que las personas se dispersaran y regresaran a sus hogares.
Posteriormente, la Real Audiencia de forma despiadada y sin participación de Francisco, desconocería estos acuerdos previamente hechos y condenaría a muerte a José Antonio Galán, líder de los comuneros, con sentencia firmada por diferentes oidores y de Francisco Javier de Serna, alguacil mayor de corte. 

## Conspiración tras las Capitulaciones de Zipaquirá

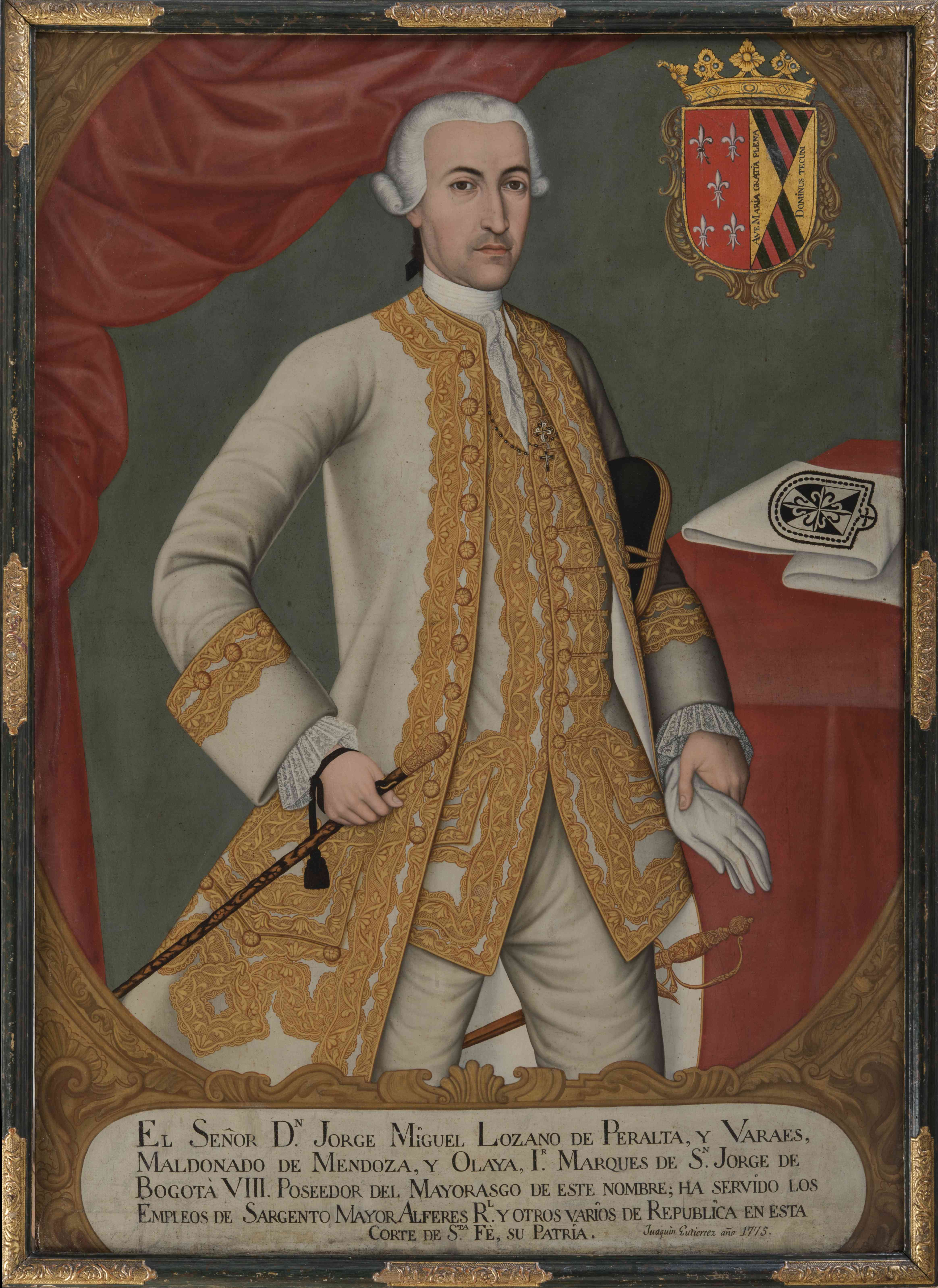
Jorge Miguel Lozano de Peralta, Marqués de San Jorge

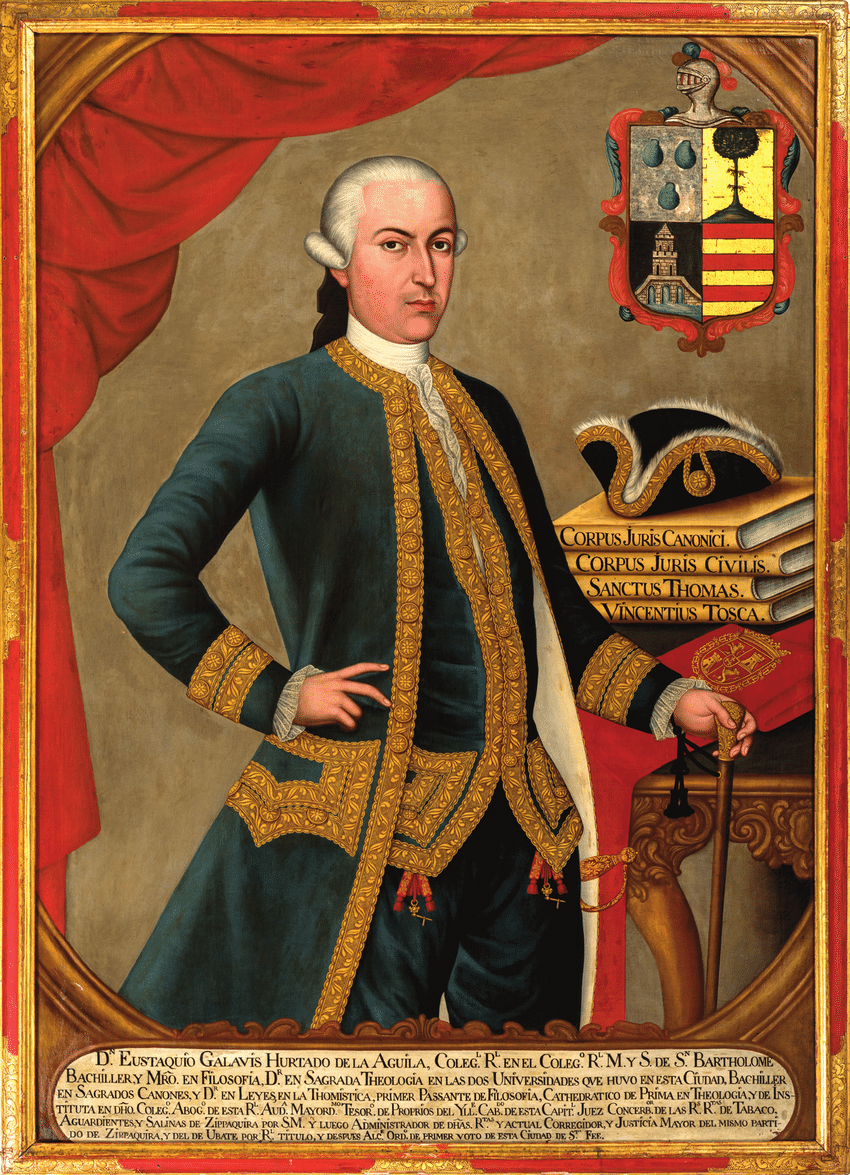
Eustaquio Galavís y Hurtado, Corregidor de Santa Fe.

Según Enrique Santos Molano en su libro Grandes conspiraciones en la historia de Colombia, Vergara participó en una conspiración meses después de firmadas las Capitulaciones de Zipaquirá. En Santa Fe, lo menciona como jefe máximo junto al marqués de San Jorge, Jorge Miguel Lozano de Peralta (quien fue despojado de su título nobiliario), de planear un golpe contra la Real Audiencia. Cuando la comisión volvió de Zipaquirá el 7 de junio de 1781, lo hicieron junto a ochenta comuneros, incluyendo funcionarios públicos y artesanos. 
Santos Molano asegura que entre el 9 y 14 de junio de ese año se hicieron preparativos para organizar una toma del poder. Debido a esto, el arzobispo tuvo que ponerles vigilancia, y Groot de Vargas, enemigo del marqués, se prestó para infiltrarlos con espías.
El 13 de junio de 1781, estos espías informaron a la Real Audiencia que un grupo numeroso de criollos y ochenta comuneros, comandados por Vergara y Lozano, se reunirían al día siguiente, 14 de junio, para asaltar la Real Audiencia y el cuartel de San Agustín. En respuesta, junto con el alcalde de la ciudad, Galavís Hurtado del Águila, se prepararon para sorprender al grupo insurrecto. Terminaron siendo detenidos, encarcelados y desterrados por períodos de 10 a 20 años. Francisco de Vergara fue encarcelado y desterrado del virreinato.
Pero existen diversas versiones sobre estos hechos, algunas de las cuales sugieren que no hay pruebas directas que evidencien que Vergara fuera cómplice. José Celestino Mutis escribe al virrey en una carta de 1789: « …Todos saben que fue un hombre (Francisco de Vergara), que sirvió al Rey en el distinguido empleo de regente del tribunal de cuentas, por mas de cuarenta años, con la exactitud más escrupulosa, y con la constancia más infatigable. Apenas se habrá visto una persona que sea tan puntual, y pronta en asistir al trabajo de su empleo, tan celosa por el servicio de su majestad, y tan acertada en el desempeño de sus obligaciones; circunstancias que le hicieron lograr siempre las mayores satisfacciones de los jefes del reino y del soberano mismo».
Francisco de Vergara Azcárate fue honrado con varios monumentos ubicados en los antiguos edificios del tribunal y del gobierno, debido a sus cuarenta años de servicio como presidente del Tribunal de Cuentas de Santafé de Bogotá. Como regente, tenía el privilegio de usar bastón y peluca como insignias de autoridad.
Posteriormente, fue tesorero mayordomo de la Capilla del Sagrario de Bogotá, ubicada en la hoy plaza de Bolívar. La Capilla del Sagrario, fundada hacia 1660 por su bisabuelo, Gabriel Gómez de Sandoval, fue enriquecida gracias a las contribuciones de Vergara, quien dedicó su vida al servicio de la iglesia. Murió ejerciendo la función de mayordomo y fue enterrado en la capilla del sagrario junto a sus familiares.

## Familia
La familia Vergara Azcárate, de origen español, tenía una posición destacada en la sociedad virreinal de Santafé. Se casó con Petronila de Caycedo, hermana de Clemencia de Caycedo, una de las mujeres más adineradas del virreinato de la Nueva Granada. Clemencia, tras casarse con el Oidor Joaquín Aróstegui y Escoto, fue precursora de la educación femenina en la región.
José de Caycedo y Pastrana, padre de Petronila y Clemencia, provenía de una familia de encomenderos, gobernadores y regidores. La familia Caycedo tenía el mayorazgo de la dehesa de Bogotá, luego convertido en el marquesado de San Jorge de la familia Lozano.
Los hijos de Francisco y Petronila ocuparon cargos destacados en los gobiernos poscoloniales. Sus nietos, próceres de Colombia, José de Ayala y Vergara y Luis de Ayala y Vergara, presidente de Cundinamarca, tuvieron roles importantes en la independencia de la Nueva Granada y Estanislao Vergara y Sanz de Santamaría llegó a ser presidente de la Gran Colombia de internido y ministro de Simón Bolívar, Francisco de Paula Santander y Roberto Urdaneta.